# Clase Kamikaze (1922)
La Clase Kamikaze (神風型 Kamikazegata?) fue una clase de destructores compuesta de nueve unidades, que sirvieron en la Armada Imperial Japonesa durante la Segunda Guerra Sino-Japonesa y la Segunda Guerra Mundial. Once unidades fueron autorizadas originalmente, pero las restricciones del Tratado Naval de Washington impidieron la construcción de las dos últimas.
Construidos entre 1921 y 1925, fueron objeto de modernizaciones en dos ocasiones debido a su obsolescencia al iniciarse la Segunda Guerra Mundial y en las postrimerías de la misma. En 1928 toda la clase recibió nombres, pues hasta ese momento tan solo habían sido numerados.

## Destructores de la ClaseKamikaze
- Asakaze
- Asanagi
- Harukaze
- Hatakaze
- Hayate
- Kamikaze
- Matsukaze
- Oite
- Yūnagi